# Championnat de France des rallyes 1972
Navigation
Édition précédente Édition suivante
Le championnat de France des rallyes 1972 fut remporté par Bernard Darniche sur une Alpine A110 1800.
Deux épreuves sur les douze manches françaises sont organisées en Corse (à 7 reprises, jusqu'en 1979), et 80 épreuves sont au championnat, avec des coefficients de 1 à 13. Le Critérium National des Rallyes est attribué à Michel Alibelli.

## Principales épreuves, et vainqueurs
- Rallye Neige et Glace (19-20 février): Bernard Darniche, copilote Alain Mahé sur Alpine A110 1800;
- Rallye Lyon-Charbonnières-Stuttgart-Solitude (9-11 mars): Jean-Claude Andruet, copilote Biche Michèle Espinosi-Petit sur Alpine A110 1800;
- Critérium de Touraine (15-16 avril): Philippe Renaudat, sur Simca CG MC proto 2.2;
- Critérium Alpin (15-16 avril): Bernard Darniche, copilote Alain Mahé sur Alpine A110 1800;
- Ronde de la Giraglia (22-23 avril): Bernard Darniche, copilote Alain Mahé sur Alpine A110 1800;
- Rallye de Lorraine (29-30 avril): Bernard Fiorentino, copilote Maurice Gélin sur Simca CG MC proto 2.2;
- Rallye du Mont-Blanc (13-14 mai): Bernard Darniche, copilote Alain Mahé sur Alpine A110 1800;
- Rallye des Roses d'Antibes (3-4 juin): Bernard Darniche, copilote Alain Mahé sur Alpine A110 1800;
- Ronde Cévenole (3 septembre): Jean-Claude Andruet, copilote Biche Michèle Espinosi-Petit sur Alpine A110 1800;
- Tour de France automobile (14-24 septembre): Jean-Claude Andruet, copilote Biche Michèle Espinosi-Petit sur Ferrari 365 Daytona Pozzi;
- Tour de Corse (3-5 novembre): Jean-Claude Andruet, copilote Biche Michèle Espinosi-Petit sur Alpine A110 1800;
- Rallye du Var (2-3 décembre): Jean-Claude Andruet, copilote Biche Michèle Espinosi-Petit sur Alpine A110 1800 Mignotet.

## Classement du championnat
| Place | Pilote                                            | Voiture                   | Points | Copilote(s) habituel(s)          |
| 1er   | Bernard Darniche                                  | Alpine A110 1800          | 592    | Alain Mahé                       |
| 2e    | Jean-Claude Andruet                               | Alpine A110 1800 Mignotet | 558    | "Biche" (Michèle Espinosi-Petit) |
| 3e    | Jean-François Piot                                | Ford Capri & Ligier JS2   | 371    | Michel Vial                      |
| 4e    | Jean Ragnotti                                     | Opel Ascona               | 357    | Pierre Thimonier/Jacques Jaubert |
| 5e    | Francis Roussely (Champion de France du Groupe 3) | Alpine A110 1600          | 334    | Michel Borens                    |